# 1967年福萊斯特號航空母艦大火
1967年福萊斯特號航空母艦大火發生於1967年7月29日，越戰時期。當時，福萊斯特號航空母艦在北部灣（坐标：19°9′5″N 107°23′5″E / 19.15139°N 107.38472°E）突然起火並猛烈爆炸；造成137人死亡，損失5.02亿美元。

## 背景
1967年7月，美國在越戰中失利，美國軍方已有6000多人在戰鬥中身亡。當時，福萊斯特號航空母艦抵達北部灣，準備進行一次大規模轟炸。

## 過程

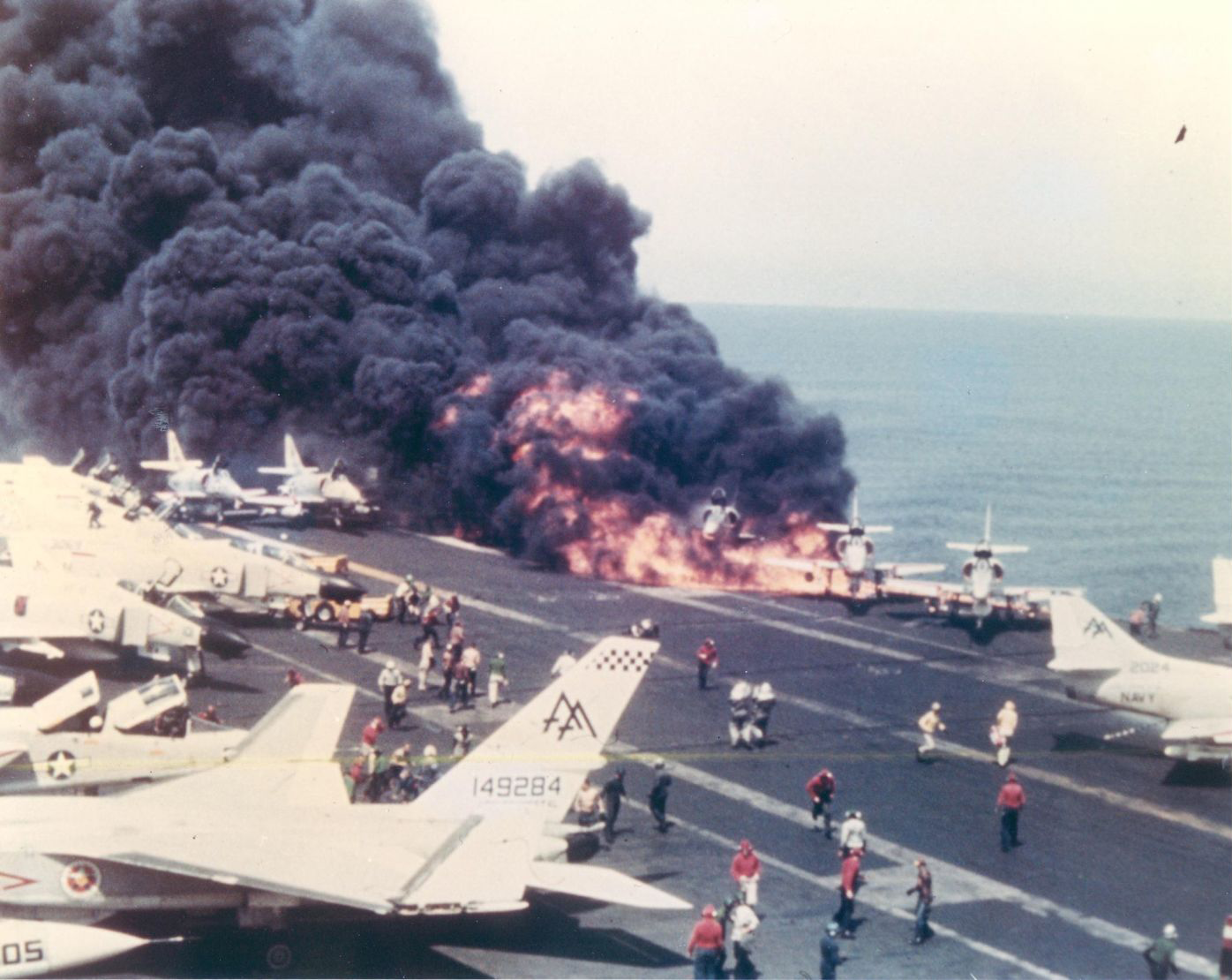
F-4幽靈II式戰鬥機上所掛載的祖尼火箭錯誤發射後擊中甲板上一架A-4天鷹式攻擊機滿載燃油的外掛油箱瞬間。

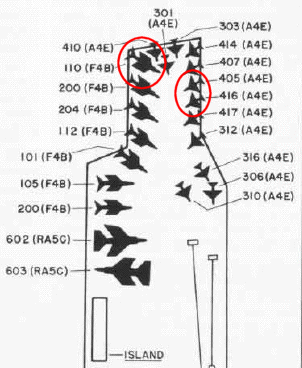
事故發生時飛行甲板上的飛機排列。

福萊斯特號雖然原本隸屬大西洋艦隊，但在越戰時也曾調防派駐於越南外海的東京灣。
1967年7月25日，福萊斯特號首次派出艦載機加入轟炸北越的任務。7月29日，正當福萊斯特號正在準備進行升空任務時，甲板上突然發生大爆炸並隨即發生火災，造成134死161傷，21架飛機損毀與航空母艦本身重創的慘重事故。經調查發現事故起因於一架F-4幽靈II戰鬥機上所掛載的祖尼火箭（Zuni rocket）走火，誤擊發的火箭擊中甲板上一架A-4天鷹式攻擊機滿載燃油的外掛油箱。傾洩而出的航空燃料著火後產生劇烈爆炸，釀成巨災。
福萊斯特號已於1993年退役，海军方面1999年6月表示，可以将“福莱斯特”号捐给博物馆或用作其他纪念用途，但一直没有收到合适的申请，2013年遂决定拆解出售予德克萨斯州的全明星金屬（All Star Metals）回收公司。

## 相關節目
國家地理頻道電視紀錄片系列《重返危機現場》第二季第三集即詳細描述及分析這次災難事故。